# クラチャイダム
クラチャイダム（タイ語: กระชายดำ、タイ語発音: [krà.t͡ɕʰāːi̯.dām] クラチャーイダーム; 学名: Kaempferia parviflora）は、タイを原産とするショウガ科バンウコン属（Kaempferia）の多年草。日本では、黒ショウガや黒ウコン、ブラックジンジャーとも呼ばれる。
原産国タイでは1000年以上も前の昔から、滋養強壮や精力増強、疲労回復や血圧調整、腹痛、アレルギーなどに効果があると信じられており、長寿薬としても使用されている。さらに、男性の勃起不全（ED）の改善にも効果があるとされている。
近年の研究では、肥満解消や心肺機能の向上、美容効果もあると言われている。

## 特徴
クラチャイダムは、他のショウガ科の植物と同様に、土の中に根茎があり、葉は地上に生えている。根も葉も見た目は一般的なショウガと非常に似ているものの、塊根部分を切ると、切断面がサツマイモの皮のような紫色をしている点が特徴である。

## 分布
分布についての説明は資料によりまちまちである。キュー王立植物園系データベース Plants of the World Online ではバングラデシュ、ビルマ（ミャンマー）、タイ、カンボジアに自生するとされている。一方、いずれもショウガ目植物の専門家であるベトナムのチャン・フー・ダン（Trần Hữu Ðăng）ならびにチェコのヤナ・レオン＝シュコルニチコヴァーが監修を行ったIUCNレッドリストにおいてはインド、ビルマ、タイ、ラオス、ベトナムが一応の分布域とされている。ただIUCNレッドリストでは本種が東南アジアの広域で栽培されており、種子が鳥により拡散され容易に結実することや、それが栽培個体から始まり野生化した下位個体群をなす可能性について言及され、純粋な野生個体群を見極めることは非常に困難であるとされている。そもそもタイプ標本に関してもビルマのアッタラン川河岸で採取されたとの記述は存在するものの、それが野生個体のものであったか否かについてははっきりしていない。

## 成分
クラチャイダムの成分として有名なのが、11種類のフラボノイドである。フラボノイドには抗酸化作用があり、これらのフラボノイドが健康増進に寄与しているとされている。その他に、抗酸化物質の効果には、老化防止（アンチエイジング）、動脈硬化や心筋梗塞、癌の予防などが挙げられる。
クラチャイダムにはフラボノイド以外にも、アルギニンや、BCAA（バリン・ロイシン・イソロイシン）やトリプトファンなどの必須アミノ酸、アスパラギン酸などが含まれている。

## 利用
タイで栄養価が高いとされているのは根茎であり、古くから塊根部分を薄切りにして煮出したり、酒に漬けて、飲用していた。日本では、サプリメント（健康食品）として、クラチャイダムの抽出液を含んだ錠剤やカプセルが販売されている。